# أغوستينو كارفاليو
أغوستينو كارفاليو هو لاعب كرة قدم برتغالي في مركز الدفاع، ولد في 6 يناير 1993 في أوفار في البرتغال. لعب مع نادي فييرينسي.

## وصلات خارجية
- أغوستينو كارفاليو على موقع قاعدة بيانات كرة القدم.إي يو (الإنجليزية)
- أغوستينو كارفاليو على موقع Soccerway.com (الإنجليزية)